# Rony Jansson
Rony Jene Aleksi Jansson (* 10. Januar 2004 in Espoo) ist ein finnischer Fußballspieler. Seit 2022 steht der Innenverteidiger beim schwedischen Klub Kalmar FF unter Vertrag.

## Sportlicher Werdegang
Jansson begann mit dem Vereinsfußball bei Grankulla IFK und wechselte 2018 in den Nachwuchsbereich von HJK Helsinki. Im folgenden Jahr debütierte er für die finnische U-16-Auswahlmannschaft und durchlief in der Folge sowohl im Verein als auch auf Verbandsebene die einzelnen Jugendmannschaften. 2021 debütierte der Abwehrspieler für Klubi 04, die HJK-Reservemannschaft, in der zweitklassigen Ykkönen im Erwachsenenbereich.
Nachdem Jansson im Juni 2022 im Sommertrainingslager von Kalmar FF in Österreich als Probespieler mittrainiert hatte, wurde er kurze Zeit später vom schwedischen Klub unter Vertrag genommen. Zunächst kam er vornehmlich im Nachwuchsbereich zum Einsatz und stand im Juli 2023 bei einem 1:1-Remis gegen Mjällby AIF erstmals in der Allsvenskan auf dem Platz. Kurze Zeit später avancierte er zum U-21-Auswahlspieler, zudem verlängerte der Klub Mitte September 2023 seinen Vertrag um vier Jahre. In der Erstliga-Spielzeit 2024 etablierte er sich unter Trainer Henrik Jensen in der Mannschaft, wobei er zwischen Startelf und Ersatzbank schwankte. Im Juni zog er sich eine Verletzung zu und fiel anschließend mehrere Wochen aus. Mitte September kehrte er unter Interimstrainer Stefan Larsson beim im Abstiegskampf befindlichen Klub aufs Spielfeld zurück, als Tabellenvorletzte verpasste die Mannschaft jedoch den Klassenerhalt. Anschließend übernahm sein Landsmann Toni Koskela das Traineramt, unter dem er sich in der Zweitligaspielzeit 2025 als Teil des erweiterten Stammspielerkreises an der Tabellenspitze etablierte. Im Sommer stand er im Kader bei der U-21-Europameisterschaft 2025. Während er dort als Stammspieler unter U-21-Nationaltrainer Mika Lehkosuo mit der Mannschaft am Ende der Gruppenphase ausschied, verpasste er die Meisterschaftsspiele in der Superettan.